# Füllholz

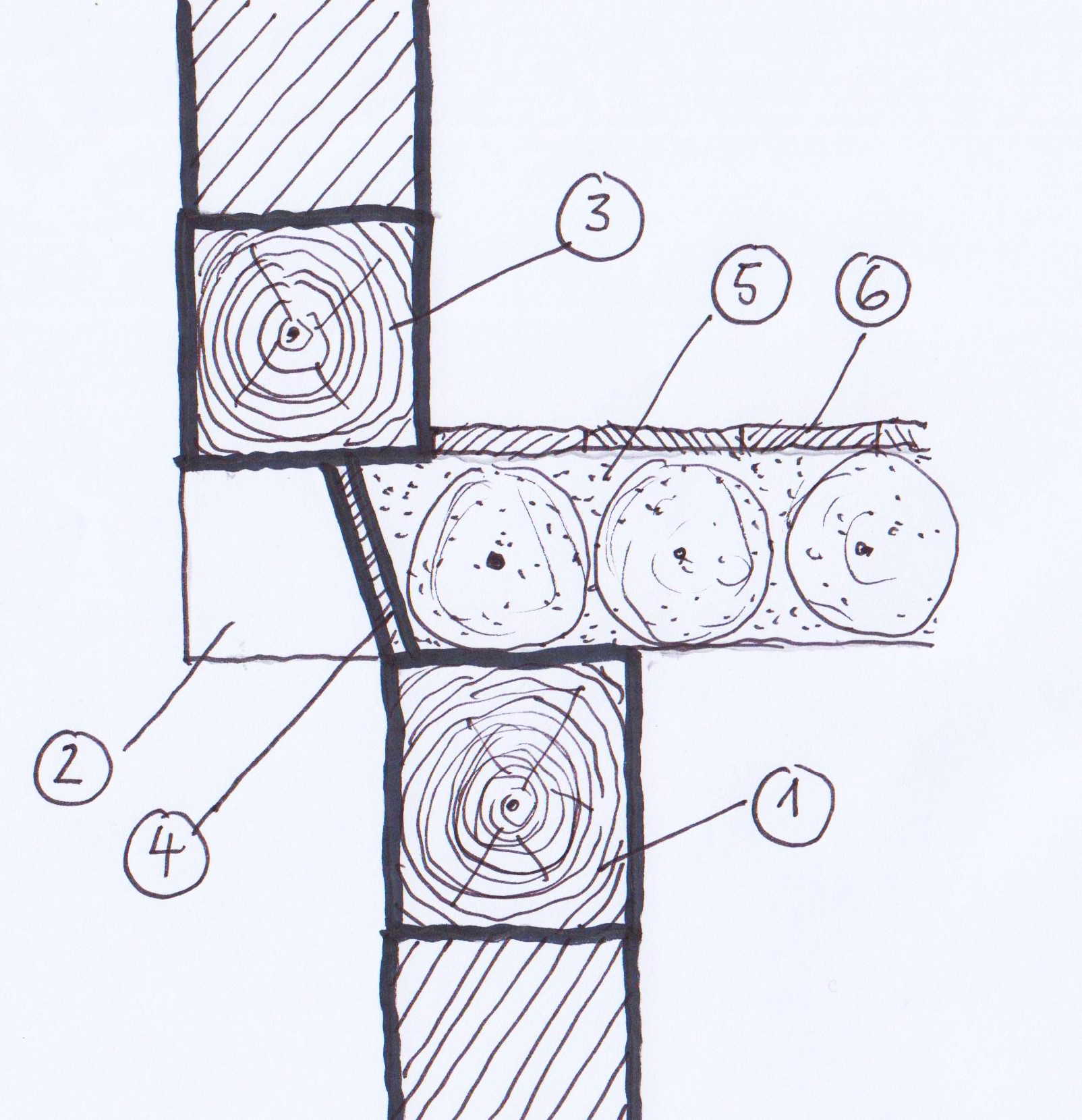
Das Füllholz als Konstruktionsdetail im Fachwerk-Stockwerksbau (Fassadenschnitt): 1 Rähm, 2 Deckenbalkenkopf, 3 Schwelle, 4 Füllholz (Füllbrett, Windbrett), 5 Deckenbalkenfüllung, 6 Dielenboden

Als Füllholz (auch Füllbrett, Windbrett) bezeichnet man im Holzfachwerk ein Brett, das den Bereich zwischen den Balkenköpfen einer Deckenbalkenlage zur Fassade hin abschließt.

## Konstruktion und Gestaltung
Schlichte Füllhölzer sind einfach zwischen die Balkenköpfe gespannte Bretter und sollen den dort endenden Deckenaufbau winddicht abschließen (daher Windbrett). Vor allem im norddeutschen Fachwerkbau sind anstatt der Bretter auch reich profilierte Füllhölzer bekannt, beispielsweise als Schiffskehlenprofile, die teilweise von der ebenso profilierten Fachwerkschwelle kaum unterscheidbar sind.
Ohne Geschossvorkragungen kann das Füllholz durch eine einfache, schmale Gefachfüllung ersetzt werden.

Beispiele
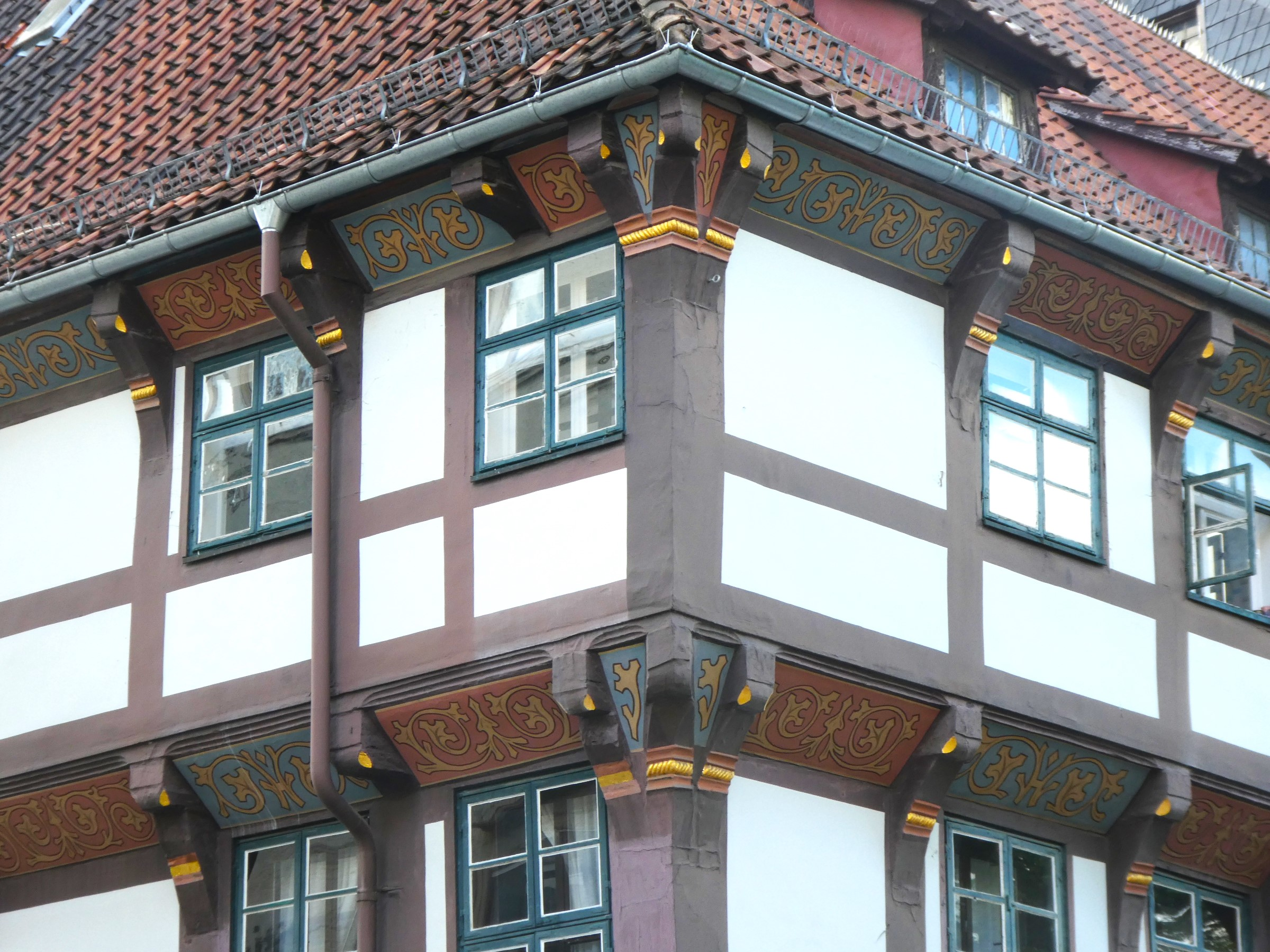
Bemalte Füllhölzer an der spätgotischen Rats-Apotheke Göttingen (Weender Straße 30), 1480
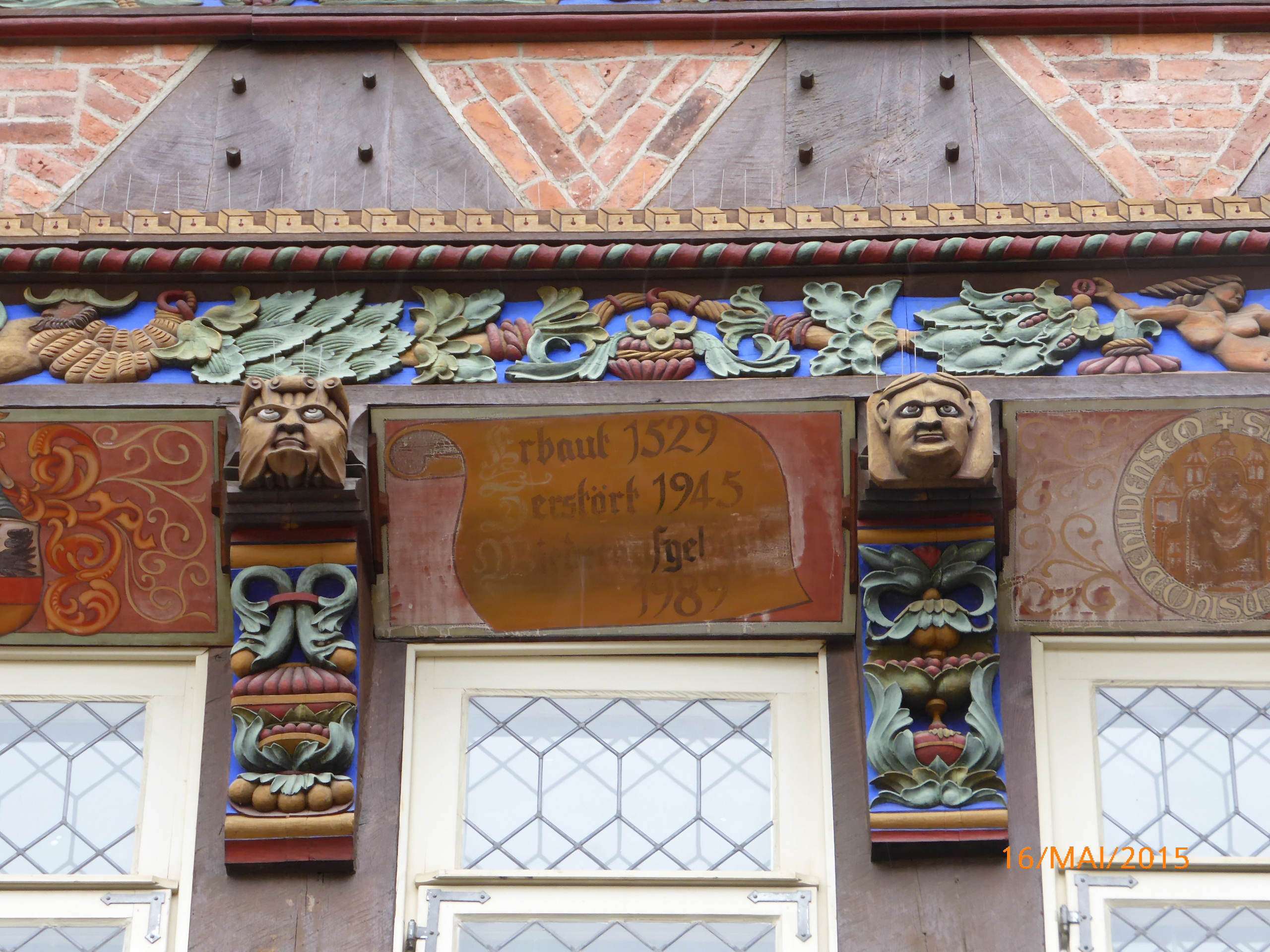
Bemalte Füllhölzer am Knochenhaueramtshaus in Hildesheim (freie Rekonstruktionen von 1989)
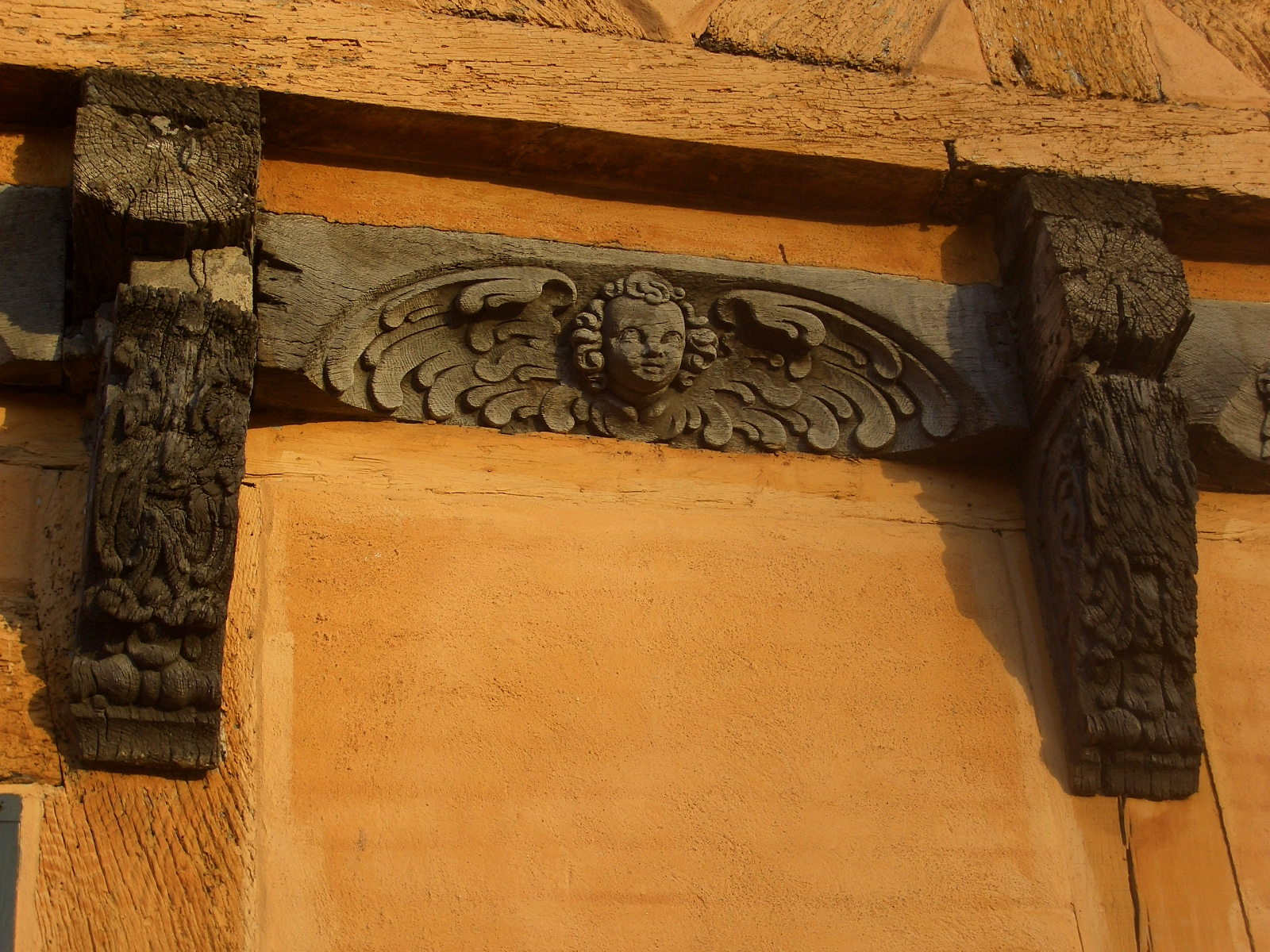
Barock beschnitztes Füllholz in Køge (Dänemark)
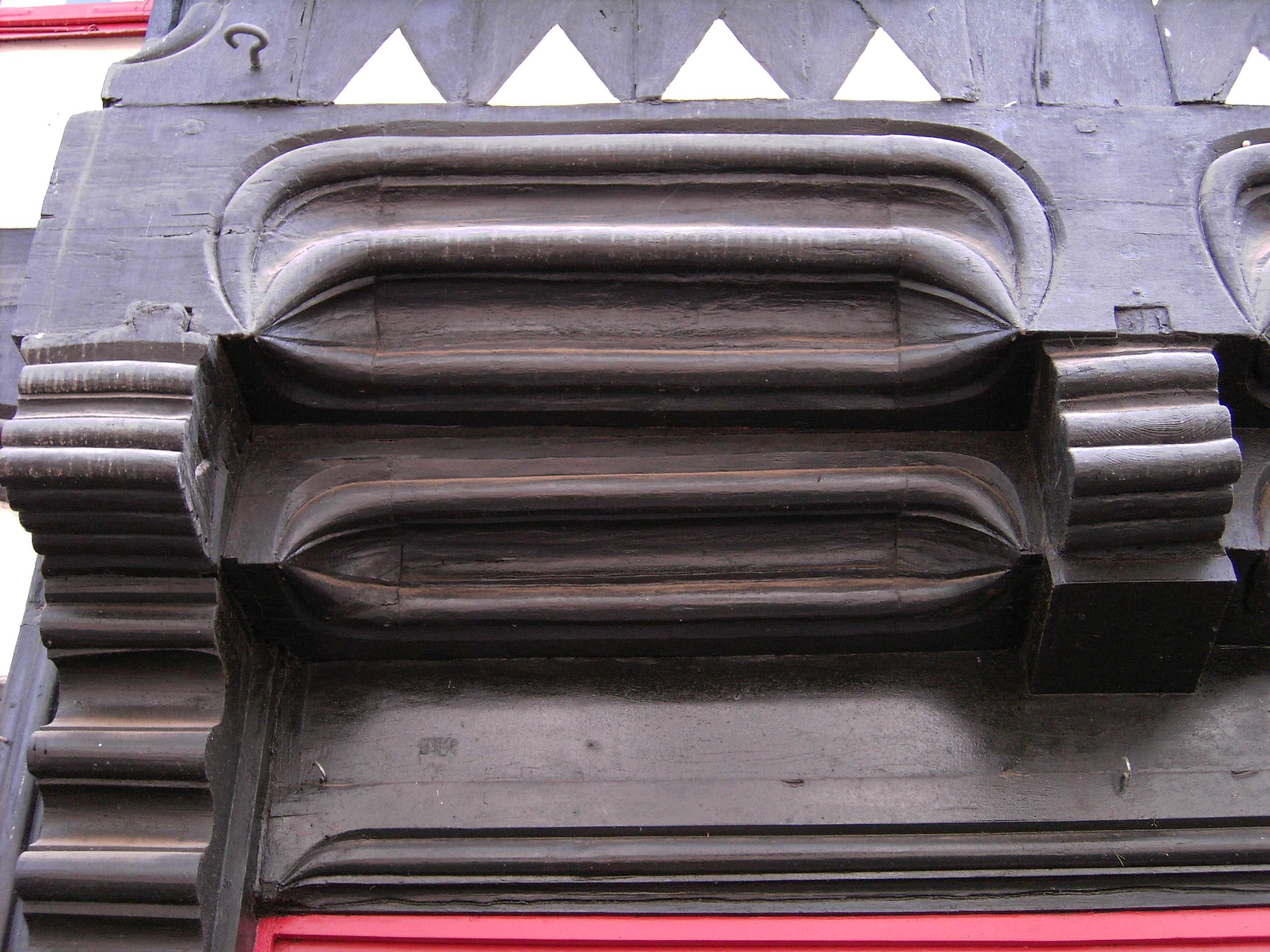
Spätgotisches Füllholz mit darüber liegener Fachwerkschwelle in Form von Schiffskehlen (Göttingen, Barfüßerstraße 12)

## Begriffsunterscheidungen
Das Deutsche Wörterbuch (1869/1878) kennt einen Begriff Füllholz auch in fachsprachlichen Verwendungen beim Köhlerhandwerk und beim Seilerhandwerk.